# Norbert Mecklenburg
Norbert Mecklenburg (* 1943 in Insterburg) ist ein deutscher germanistischer Literaturwissenschaftler.

## Leben
Sein Studium der Germanistik, Evangelischen Theologie, Philosophie und Pädagogik in Kiel, Tübingen und Köln schloss Norbert Mecklenburg 1972 an der Universität zu Köln mit der Promotion und seiner Dissertation Kritisches Interpretieren. Untersuchungen zur Theorie der Literaturkritik ab. Nach der Habilitation 1982 wurde er 1987 außerplanmäßiger Professor an der Universität zu Köln und nahm Gastprofessuren in Istanbul wahr. Mehrere Rufe auf germanistisch-literaturwissenschaftliche Lehrstühle – zuletzt 1996 auf eine C4-Professur der Universität Hamburg – lehnte er ab. Seit 2008 ist er im Ruhestand.
Verheiratet ist er mit der türkischen Literaturwissenschaftlerin Zehra İpşiroğlu (* 1948).

## Forschung
Norbert Mecklenburg hat Grundsätzliches zur Theorie der Literaturkritik und der literarischen Wertung sowie zur Wissenschaftstheorie der literaturwissenschaftlichen Interpretation beigetragen. Er ist ausgewiesener Kenner, auch Herausgeber, von Werken Uwe Johnsons. Des Weiteren hat er – besonders in deutsch-türkischer Perspektive – die Germanistik als interkulturelle Literaturwissenschaft voranzubringen gesucht. Ein erwähnenswertes Augenmerk liegt auf dem „Problemfeld Christentum-Antisemitismus-Literatur“.

## Schriften (Auswahl)
- Kritisches Interpretieren. Untersuchungen zur Theorie der Literaturkritik. Nymphenburger Verlagshandlung, München 1972, ISBN 3-485-03063-5.
- mit Harro Müller: Erkenntnisinteresse und Literaturwissenschaft. Kohlhammer, Stuttgart u. a. 1974, ISBN 3-17-001750-0.
- Zur Didaktik der literarischen Wertung. Diesterweg, Frankfurt am Main 1975, ISBN 3-425-01616-4.
- Erzählte Provinz. Regionalismus und Moderne im Roman. Athenäum, Königstein im Taunus 1982, ISBN 3-7610-8248-7; 2. Aufl. 1986, ISBN 3-7610-8335-1.
- Die grünen Inseln. Zur Kritik des literarischen Heimatkomplexes. Iudicium, München 1987, ISBN 3-89129-014-4.
- Die Erzählkunst Uwe Johnsons. Jahrestage und andere Prosa. Suhrkamp, Frankfurt am Main 1997, ISBN 3-518-40861-5.
- Nachbarschaften mit Unterschieden. Studien zu Uwe Johnson. Iudicium, München 2004, ISBN 3-89129-773-4.
- Das Mädchen aus der Fremde: Germanistik als interkulturelle Literaturwissenschaft. Iudicium, München 2008, ISBN 978-3-89129-552-6; 2. Aufl. 2009, ISBN 978-3-89129-974-6.
- Goethe. Inter- und transkulturelle poetische Spiele. Iudicium, München 2014, ISBN 978-3-86205-401-5.
- Der Prophet der Deutschen. Martin Luther im Spiegel der Literatur. Metzler, Stuttgart 2016, ISBN 978-3-476-02684-2.
- Theodor Fontane. Realismus, Redevielfalt, Ressentiment. Metzler, Stuttgart 2018, ISBN 978-3-476-04655-0.
- Deutsch-türkischer Divan. Fragen und Antworten eines literaturwissenschaftlichen Gastarbeiters. Iudicium, München 2023, ISBN 978-3-86205-650-7.